# 谢希
谢希（英語：Salitis），古埃及第十五王朝首任国王。为西克索斯人首领，西克索斯人是青铜器时代巴勒斯坦入侵者，他们逐渐侵袭埃及，强占王位。占领下埃及与中埃及，将上埃及由其诸侯来统治。